# Cyndi Wang
Cyndi Wang (traditionell kinesiska: 王心凌; förenklad kinesiska: 王心凌; pinyin:Wáng Xīnlíng), född 5 september 1982, är en taiwanesisk skådespelare och sångerska.

## Filmografi

### TV-serier (urval)
- The Car Is In Pursuit	(2000)
- Westside Story (2003)
- Heavens Wedding Gown (2004)
- Big Bear Doctor (2005)
- Smiling Pasta	(2006)
- Momo Love	(2009)
- Love Keeps Going (2011)
- Second Life (2013)